# Abschied von den Fröschen
Abschied von den Fröschen ist eine Dokumentation von Ulrich Schamoni. Der Film wurde von Schamonis Tochter Ulrike bearbeitet und lief am 15. März 2012 in den deutschen Kinos an.

## Inhalt
Schamoni ist an Leukämie erkrankt; die Ärzte haben ihn aufgegeben, doch er hofft. Der Film besteht aus Lebensweisheiten und liebevollen Anekdoten. Die Erzählstruktur ist streng chronologisch geordnet. Als Richtschnur erlebt der Zuschauer die Abfolge der Jahreszeiten im Garten des Regisseurs. Dieses Thema bleibt im ganzen Film. Schamoni gelingen dort erstaunliche Filmaufnahmen von Vögeln, Katzen, Fröschen, Fischen, Insekten usw. Die Baustelle auf dem Nachbargrundstück erlebt er als Bedrohung seiner Gartenidylle und geht mit Polizei und Rechtsanwalt dagegen vor. Auch allgemeine historische Ereignisse werden von ihm annonciert, wie etwa der Tod von Prinzessin Diana. Schamoni selbst, vom Tode gezeichnet, erinnert sich an sein Leben und seine Filme, zu denen es immer wieder Rückblenden gibt. Daneben plant er neue Filme: So will er die Geschichte von Hermann dem Cherusker in einer neuen Version darstellen. Ein Gedanke, den er schon 1967 im Film Alle Jahre wieder durch den Protagonisten Hannes Lücke vertritt. Er annonciert immer den aktuellen, sich stetig verschlechternden Gesundheitszustand, die Meinung des Arztes, seine Schmerzen und erklärt die Medikamente, die er nimmt. Der Film endet mit dem letzten Statement Schamonis am Tag seines Ablebens, als er mit schwacher, aber nicht gebrochener Stimme erklärt, dass er heute nicht lauter sprechen kann.

## Entstehung
Während der beiden letzten zwei Jahre seines Lebens drehte der Regisseur Ulrich Schamoni sich, seine Familie und vor allem seinen geliebten Garten an seinem Haus in der Furtwänglerstraße 19 in Berlin-Grunewald. Dort entstanden schon seine Filme: Wir zwei, Chapeau Claque und Das Traumhaus. Ursprünglich hatte Schamoni vor, die Sequenzen – insgesamt 170 Stunden – ins Internet zu stellen. Mehr als zehn Jahre nach seinem Ableben formte seine Tochter aus dem vorgefundenen Videotagebuch einen Film von 95 Minuten.

## Namensgebung
Der Film erhielt seinen Namen dadurch, dass die Frösche aus dem Schwimmbecken, das als Gartenteich dient (und auch in den auf dem Grundstück gedrehten Filmen vorkommt), im Herbst 1997 wie üblich verschwinden. Schamoni hofft vergebens, dass er sie nächstes Jahr wiedersehen wird.